# ReLINE Software
 (février 2010).
Si vous disposez d'ouvrages ou d'articles de référence ou si vous connaissez des sites web de qualité traitant du thème abordé ici, merci de compléter l'article en donnant les références utiles à sa vérifiabilité et en les liant à la section « Notes et références ».
reLINE Software était une entreprise allemande de développement de jeux vidéo, fondée en 1987 par Holger Gehrmann et Uwe Grabosch et basée à Hanovre. reLINE était aussi un label édition utilisé par la société Softgold.

## Historique
Au milieu des années 1980, le programmeur et compositeur Holger Gehrmann (6 mai 1968, 11 février 2008) développe quelques jeux sur Commodore 64. Le jeu d'aventure graphique à entrée texte Operation Hongkong (1986, Golden Games) marque une de ses premières collaborations avec le graphiste Uwe Grabosch. En 1987, les deux créateurs s'associent pour fonder reLINE Software.
La société développe sur les ordinateurs personnels Amiga, Atari ST et Commodore 64 pour des compagnies comme Golden Games, micro-partner (Magic Bytes, Axxiom) et Softgold (Rainbow Arts). Leur jeux d'action et de réflexion, souvent de second plan, contribuent avec humour et érotisme au paysage vidéoludique. La compagnie obtient ses plus gros succès critiques au début des années 1990 avec le jeu de gestion Oil Imperium et le jeu de rôle Legend of Faerghail. Au moment de la sortie de Fate: Gates of Dawn (1991), l'éditeur micro-partner fait faillite ce qui amène reLINE à devenir complètement indépendante l'année suivante. Le studio eleven Software émerge de la structure  avant qu'elle ne reprenne son nom historique sous la houlette de l'éditeur Magic Bytes (désormais sous l'ère de Ralf Kleinegräber). Les jeux de gestion/aventure satirique Biing! (1995) et Biing! 2 (1999) constituent les deux dernières productions de la société allemande.

## Productions

### La série Hollywood Poker
Hollywood Poker (1987) est un jeu de strip-poker édité par Robtek (label Diamond) et Golden Games sur Amiga, Atari ST, Commodore 64 et ZX Spectrum. Il s'agit évidemment de déshabiller une adversaire féminine (parmi les quatre proposées), photos digitalisées à l'appui. C'est l'une des premières productions à tirer parti des capacités graphiques étendues de l'Amiga, avec un rendu des modèles en 256 couleurs. L'une des éditions américaines est dénommée Adult Poker. 
Hollywood Poker Pro (1989) propose quatre nouveaux mannequins à effeuiller sur Amiga, Atari ST et Commodore 64. Cette version a la particularité de proposer des images "zoomables" et d'inclure des musiques composées par Chris Hülsbeck.

### Amegas et Crystal Hammer
Amegas (1987) est un casse-briques conçu par Guido Bartels sur Amiga. La musique, composé par Karsten Obarski, est notable pour avoir lancé le format module, qui deviendra un standard sur la machine. Le jeu implémente des caractéristiques originales et est bien reçu par la presse. Il a donné suite à Crystal Hammer (1988).

### Les jeux d'action
reLINE a conçu différents jeux d'action au concept décalé et original mais à l'intérêt ludique souvent contesté. Certains titres ont été peu distribués hors d'Allemagne et demeurent assez rares.
Extensor (1987) est un jeu de course en 3D dans le style visuel du film Tron, édité par Golden Games sur Atari ST et Amiga. Le magazine britannique Zzap! brime sa jouabilité et le qualifie de parodie pathétique.
Graffiti Man (1987) est un jeu d'action édité par Rainbow Arts sur Amiga, Atari ST et Commodore 64. Le joueur incarne un amateur de graffiti des années 1980 qui doit faire son chemin sur des niveaux horizontaux au milieu d'une population conservatrice (et particulièrement agressive). 
Western Games (1987) est un jeu de sport multi-épreuves édité par Magic Bytes sur Amiga, Amstrad CPC, Atari ST, Commodore 64 et ZX Spectrum. Il prend place dans un univers Western tourné en dérision et propose six épreuves : le bras de fer, le tir au revolver, le crachat de précision, la danse traditionnelle, la traite de vache et l'ingurgitation de nourriture. CU Amiga et Génération 4 l'ont respectivement noté 8/10 et 65 %.
Window Wizard (1990) est un jeu d'action édité par Softgold sur Amiga, Atari ST et DOS. Dans ce titre à l'ambiance cartoon, le joueur incarne un laveur de vitres, Willy, qui doit se débrouiller des risques du métier (pluies acides, oiseaux agressifs, etc). Aussi intéressant qu'une éponge mouillée et aussi frustrant que d'essayer de plier de l'eau en quatre estime le magazine The Game Machines.

### SpacePort, SpinWorld et Dyter-07
SpacePort (1987), édité par micro-partner sur Amiga et ST, est un shoot them up à défilement horizontal libre dans le style de Choplifter et Fort Apocalypse. Génération 4 l'a noté 35 %.
SpinWorld (1988), conçu par Logic Force et édité par micro-partner sur Amiga, est un jeu de tir horizontal classique. Il propose 7 niveaux. Génération 4 conclut son verdict par : « Un jeu nul ».
Dyter-07 (1990), édité sur Amiga, Atari ST et C64, est une tentative plus convaincante dans le domaine du shoot à défilement libre. Le joueur contrôle un hélicoptère et doit récupérer des scientifiques sur les différentes îles d'un archipel. L'hélicoptère a la particularité d'être submersible et d'embarquer un char, utilisable pour progresser dans certains zones. La dimension stratégique du titre l'élève au-dessus de la pléthore de jeux de tir plus classiques.

### Clever & Smart et Pink Panther
Clever & Smart (1988) est un jeu d'action-aventure à l'origine conçu par Bernhard Morell sur ordinateur C64, adapté par reLINE l'année suivante sur Amiga et ST pour Magic Bytes.  Le joueur dirige un duo de détectives qui enquête sur la disparition d'un biologiste. L'action se déroule dans une ville en vue de dessus. Il faut explorer les rues et les bâtiments pour récolter indices et objets tout en évitant les dangers (chauffards, bombes à désamorcer). Divers mini-jeux sont inclus. Le jeu est proposé avec le journal « The Crimes», qui contient des articles humoristique sur le jeu et ses personnages dans un style bande dessinée. Le gameplay est jugé confus et en manque d'intérêt.
Pink Panther (1988) est un jeu d'action-aventure conçu par Rolf Lakämper, adapté par reLINE sur Amiga et Atari ST pour Magic Bytes. Le jeu met en scène la célèbre Panthère rose et l'Inspecteur dans une série de péripéties fidèle à l'esprit du dessin animé. L'action se déroule dans le manoir d'un millionnaire pour lequel la panthère sert comme maître de maison. Les graphismes sont plaisants mais la jouabilité est décriée.

### Drum Studio
Drum Studio est un logiciel musical, "simulateur" de boîte à rythmes, édité en 1988 par Golden Games sur Amiga.

### Oil Imperium, Centerbase et Dynatech
Oil Imperium (1989), ou Black Gold, est un jeu de stratégie et de gestion au tour par tour édité par Rainbow Arts sur Amiga, Atari ST, Commodore 64 et DOS. Le joueur incarne un magnat du pétrole. Le jeu est jouable jusqu'à quatre et contient des petites séquences d'action. Il a été bien accueilli par la presse spécialisée. Oil Imperium 2 fut le dernier projet inachevé de la société.
Centerbase (1992), créé par l'artiste Andreas Gehrke et édité par Softgold sur Amiga, est un jeu de gestion économique en temps réel dans un univers de science-fiction. C'est la dernière production de reLINE avant que la compagnie ne devienne complètement indépendante.
Dynatech (1993) est un jeu de stratégie en temps réel développé par eleven Software et édité par Magic Bytes sur Amiga 500/1200 et DOS. Le joueur incarne un homme d'affaires du XXVIe siècle qui lutte pour étendre sa compagnie sur le commerce interplanétaire qui fournit les ressources à la Terre.

### Legend of Faerghail et Fate: Gates of Dawn
Legend of Faerghail (1990) est un jeu de rôle conçu par Olaf Barthel, Veith Schörgenhummer et Mathias Kästner, édité par Rainbow Arts sur Amiga, Atari ST et DOS. Le système de jeu partage des similitudes avec la série The Bard's Tale. Il est très bien accueilli.
Fate: Gates of Dawn (1991) est un autre jeu de rôle, conçu par Olaf Patzenhauer et Heinrich Stiller, édité par Softgold sur Amiga et ST. La bande-son est composée par Matthias Steinwachs et Karsten Obarski. Dans cette quête à la durée de vie remarquable, le joueur incarne un personnage contemporain projeté dans un monde médiéval fantastique. Sorti au moment des difficultés de micro-partner, la version en langue anglaise est quasi introuvable puisque sortie qu'a une centaine d'exemplaires, ce qui contribue au statut culte du jeu.

### Penthouse Hot Numbers et Sexy Droids
Penthouse Hot Numbers, édité en 1992 par Magic Bytes sur DOS et Amiga, est un jeu vidéo de réflexion conçu par Winfried Stappert. Il reprend le concept introduit en 1989 par Blue Angel 69, du même auteur. Le jeu se joue en un contre un au tour par tour (contre l'ordinateur ou un autre joueur). L'écran affiche un damier de 8 cases sur 8 où chaque case est occupée par un nombre (de 1 à 11), qui peut être positif ou négatif. À chaque tour, le joueur doit choisir un nombre se trouvant sur la même ligne (ou la même colonne pour l'autre joueur) que le dernier nombre validé par l'adversaire. Une fois validé, le nombre est retiré du damier et est ajouter (ou soustrait) au total de points du joueur. Le but du jeu est d'avoir plus de points que l'adversaire à la fin de la partie. Les points engrangés (en bonus ou malus) sont multipliés par le nombre d'occurrences au nombre validé présent sur la ligne (c'est l'unique innovation de fond de cette version). Le concept s'accompagne par le dévoilement de photographies digitalisées de playmates, tirées du célèbre magazine de charme Penthouse.
Penthouse Hot Numbers Deluxe (1993), développé par eleven Software sur Amiga et DOS, est une version mise à jour avec une dizaine de nouveaux modèles (Julie K. Smith, Gina LaMarca et Kelly Jackson, etc).
Sexy Droids (1993) est la suite directe de Blue Angel 69 sur Amiga. Il met à l'honneur une pin-up androïde.

### La série Biing!
Biing!: Sex, Intrigen und Skalpelle est un jeu de gestion satirique et érotique prenant pour cadre une institution hospitalière, édité en 1995 par Magic Bytes sur Amiga 500/1200 et DOS. La suite, Biing! 2: Sonne, Strand und Heisse Nächte, propose de gérer un club de vacances dans une ambiance non-moins graveleuse. Édité en 1999 par THQ sur Windows, c'est le dernier jeu développé par reLINE Software.

## Label reLINE
La société Softgold a publié plusieurs productions tiers sous le label d'édition reLINE : le jeu de combat The Way of The Little Dragon (1987, Parsec), les jeux de plates-formes The Final Mission (1988, Amiga Artists) et Hard 'n' Heavy (1989, Rainbow Arts, demi-suite du cultissime The Great Giana Sisters) et la simulation de combat 3D Skyblaster (1989, Expert-Software).